# Audiencia Nacional de España

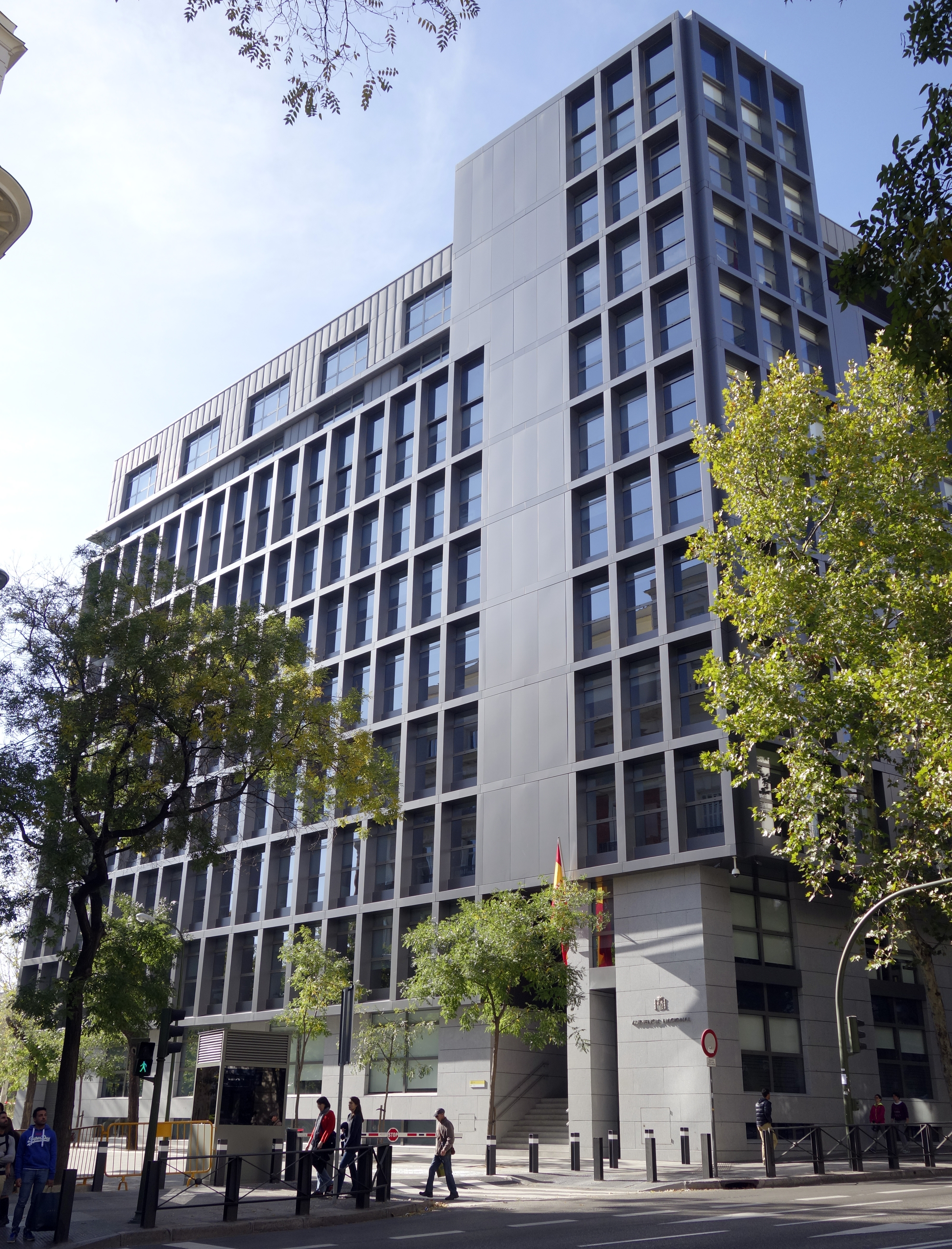
Sitz der Audiencia Nacional

Die Audiencia Nacional de España (deutsch Nationaler Gerichtshof von Spanien) ist ein hohes Gericht in Spanien, das unter anderem mit der Verfolgung schwerer Straftaten, namentlich des Terrorismus (ETA), betraut ist. Sitz der Audiencia Nacional ist Madrid (Art. 62 des spanischen Gerichtsverfassungsgesetzes, Ley del Poder Judicial, LPJ). Die Gerichtsbarkeit der Audiencia Nacional erstreckt sich auf ganz Spanien. Die Audiencia Nacional wurde mit der Real Decreto-ley (Königlichen Gesetzesverordnung) 1/1977 vom 4. Januar 1977 (Gesetzesblatt Nr. 4 vom 5. Januar 1977) eingerichtet.

## Stellung im spanischen Gerichtswesen und Aufbau
Das Sondergericht Audiencia Nacional besteht aus drei den Rechtsgebieten Strafrecht, Verwaltungsrecht und Sozialrecht zugeordneten Kammern (Salas) sowie einer Berufungskammer (Sala de Apelación) für strafgerichtliche Verfahren (Art. 64 LPJ). Die einzelnen Kammern untergliedern sich ihrerseits in Abteilungen (Secciones). Auf der Ebene der Audiencia Nacional besteht keine Zuständigkeit für zivilrechtliche Verfahren.
Im Instanzenzug der spanischen Gerichte ist die Audiencia Nacional einerseits Berufungsgericht für Urteile bzw. Beschlüsse der Zentralen Ermittlungsgerichte („Juzgados Centrales de Instrucción“) und des Zentralen Strafgerichts („Juzgado Central de lo Penal“) sowie für Urteile der Zentralen Verwaltungsgerichte („Juzgados Centrales de lo Contencioso-Administrativo“) und andererseits erstinstanzlich entscheidendes Gericht für bestimmte, gesetzlich geregelte Fälle von besonderer Tragweite. Weiterhin entscheidet die oben erwähnte Berufungskammer der Audiencia Nacional in den gesetzlich geregelten Fällen über Rechtsmittel, die gegen Urteile der Strafkammer der Audiencia Nacional eingelegt wurden.
Mit der Einrichtung einer Berufungskammer durch das Organgesetz 19/2003 reagierte der spanische Gesetzgeber auf Verfahren vor dem Europäischen Gerichtshof für Menschenrechte (der über die Umsetzung der Europäischen Menschenrechtskonvention (EMRK) wacht) gegen Spanien, die aufgrund des Fehlens einer zweiten Tatsacheninstanz bei Rechtsmitteln gegen Urteile der Audiencia Nacional in Strafsachen eingeleitet wurden.
Die Audiencia Nacional ist in der Hierarchie der spanischen Gerichte unterhalb des Obersten Gerichtshofs (Tribunal Supremo) angesiedelt. Letzterer kann im Rahmen seiner Zuständigkeit die Entscheidungen der Audiencia Nacional aufheben.

## Die Ermittlungsrichter der Strafkammer
Zur Audiencia Nacional gehören die der Strafkammer zuarbeitenden Ermittlungsrichter, die bei Bestehen eines Anfangsverdachts hinsichtlich einer der unter die Zuständigkeit der Strafkammer fallenden Straftat (im Besonderen Organisierte Kriminalität und Terrorismus) die Ermittlungen aufnehmen und leiten. Den Ermittlungsrichtern kommt nicht zuletzt aufgrund der von ihnen bearbeiteten Fälle besonderer Tragweite eine hervorgehobene und in der spanischen Öffentlichkeit und Presse in besonderem Maße wahrgenommene Position zu. Als derzeit tätige und bekannte Ermittlungsrichter der Audiencia Nacional sind zum Beispiel Baltasar Garzón, Juan del Olmo und Fernando Grande-Marlaska zu nennen.

## Zuständigkeiten der Kammern

### Strafkammer (Sala de lo Penal)
Die Strafkammer (Art. 65 LPJ) ist u. a. zuständig für:
- Strafverfahren von besonderer Tragweite, insbesondere Straftaten gegen den König, die Königin und den Prinzen, Staats- und Regierungsorgane, Geldfälschung und andere Währungsdelikte, Handel mit Betäubungsmitteln, Fälle organisierter Kriminalität, die sich über die Grenzen einer autonomen Region auswirken sowie die außerhalb des spanischen Hoheitsgebiets begangenen Straftaten,
- die weitere Durchführung im Ausland eingeleiteter Strafverfahren, die Vollstreckung ausländischer Strafurteile, soweit Spanien durch einen völkerrechtlichen Vertrag hierzu verpflichtet ist,
- Auslieferungsverfahren (passiv),
- Berufungen gegen die Urteile bzw. Beschlüsse des Zentralen Strafgerichts („Juzgado Centrales de lo Penal“, dem ebenfalls einige der in Art. 65 LPJ genannten Fallgruppen zugewiesen sind) und der Zentralen Ermittlungsgerichte („Juzgados Centrales de Instrucción“) sowie des Zentralen Jugendgerichts („Juzgado Central de Menores“)

Nachdem die Zuständigkeit für die Strafverfolgung auf dem Gebiet des Terrorismus durch Dekret-Gesetz 3/1977 der Militär-Gerichtsbarkeit entzogen und den ordentlichen Gerichten (Zentrale Ermittlungsgerichte und Audiencia Nacional) zugewiesen wurde, erfolgte mit Organgesetz 9/1984 vom 26. Dezember 1984 die Begründung der ausschließlichen Zuständigkeit der Audiencia Nacional für Terrorismus-Delikte innerhalb der ordentlichen Gerichtsbarkeit.
Die oben genannten Zentralen Ermittlungsgerichte unterrichten die Strafkammer der Audiencia Nacional oder das Zentrale Strafgericht im Rahmen ihrer Zuständigkeit über die Tatsachen der zur Verhandlung stehenden Strafverfahren.

### Verwaltungskammer (Sala de lo Contencioso-Administrativo)
Die Verwaltungskammer (Art. 66 LPJ) ist zuständig für:
- die Anfechtung von Verwaltungsakten der Minister und Staatssekretäre sowie die Anfechtung von Entscheidungen der Kommission zur Überwachung von Aktivitäten zur Terrorismus-Finanzierung (sämtlich in einziger Instanz),
- Berufungen gegen Urteile der Zentralen Verwaltungsgerichte („Juzgados Centrales de lo Contencioso-Administrativo“) in den gesetzlich bestimmten Fällen,
- Anfechtung von Verträgen zwischen Trägern bzw. Stellen der öffentlichen Verwaltung, soweit dies nicht in den Zuständigkeitsbereich der in den autonomen Regionen bestehenden Tribunales Superiores de Justicia fällt sowie die Anfechtung von Entscheidungen des Wirtschaftsverwaltungsgerichtshofes („Tribunal Económico-Administrativo Central“),
- die Entscheidung über die Zuständigkeit eines Verwaltungsgerichts

### Sozialkammer (Sala de lo Social)
Die Sozialkammer (Art. 67 LPJ) ist in einziger Instanz zuständig für:
- Verfahren, die die Anfechtung eines kollektiven Tarifvertrages zum Gegenstand haben, dessen Geltungsbereich über das Gebiet einer autonomen Region hinausgeht,
- Entscheidungen bei Streitigkeiten im Bereich des kollektiven Arbeitsrechts, soweit deren Beilegung sich auf mehr als eine autonome Region auswirkt